# Volta à Suíça de 2021
A 84.ª edição da Volta à Suíça foi uma corrida de ciclismo de estrada por etapas que decorreu entre 6 e 13 de junho de 2021 com início na cidade de Frauenfeld e final na cidade de Andermatt na Suíça. O percurso constou de um total de 8 etapas sobre uma distância total inicial de 1025,04 km
A corrida fez parte do circuito UCI WorldTour de 2021 dentro da categoria 2.uwT e foi vencida pelo equatoriano Richard Carapaz do Ineos Grenadiers. Completaram o pódio, como segundo e terceiro classificado respectivamente, o colombiano Rigoberto Urán do EF Education-NIPPO e o dinamarquês Jakob Fuglsang do Astana-Premier Tech.

## Equipas participantes
Tomaram a partida um total de 23 equipas, correm os quais 19 são de categoria UCI WorldTeam, 3 UCI ProTeam e a selecção nacional da Suíça, quem conformaram um pelotão de 160 ciclistas dos quais terminaram 124. As equipas participantes foram:
| Equipes WorldTeam (19)- AG2R Citroën Team - Astana-Premier Tech - Bahrain Victorious - Bora-Hansgrohe - Cofidis - Deceuninck-Quick Step - EF Education-Nippo - Groupama-FDJ - Ineos Grenadiers - Intermarché-Wanty-Gobert Matériaux - Israel Start-Up Nation - Jumbo-Visma - Lotto Soudal - Movistar Team - Team BikeExchange - Team DSM - Qhubeka Assos - Trek-Segafredo - UAE Team Emirates Equipes ProTeam (3)- Alpecin-Fenix - Rally Cycling - Total Direct Énergie Equipe nacional- Suíça |
| |

## Etapas
| Etapa | Data    | Percurso                        | type                      | Distância (km) | Elevação (m) | Vencedor             | Líder geral          |
| ----- | ------- | ------------------------------- | ------------------------- | -------------- | ------------ | -------------------- | -------------------- |
| 1     | 6 jun.  | Frauenfeld – Frauenfeld         | contrarrelógio individual | 10,84          | 36 m         | Stefan Küng          | Stefan Küng          |
| 2     | 7 jun.  | Neuhausen am Rheinfall – Lachen | etapa escarpada           | 173            | 2 375 m      | Mathieu van der Poel | Stefan Küng          |
| 3     | 8 jun.  | Lachen – Pfaffnau               | etapa escarpada           | 185            | 2 492 m      | Mathieu van der Poel | Mathieu van der Poel |
| 4     | 9 jun.  | St. Urban – Gstaad              | etapa escarpada           | 171            | 1 940 m      | Stefan Bissegger     | Mathieu van der Poel |
| 5     | 10 jun. | Gstaad – Leukerbad              | alta montanha             | 172            | 2 501 m      | Richard Carapaz      | Richard Carapaz      |
| 6     | 11 jun. | Andermatt – Disentis/Mustér     | alta montanha             | 130            | 2 715 m      | Andreas Kron         | Richard Carapaz      |
| 7     | 12 jun. | Disentis/Mustér – Andermatt     | cronoescalada             | 23,2           | 654 m        | Rigoberto Urán       | Richard Carapaz      |
| 8     | 13 jun. | Andermatt – Andermatt           | alta montanha             | 160            | 3 517 m      | Gino Mäder           | Richard Carapaz      |

## Desenvolvimento da corrida

### 1.ª etapa
| Frauenfeld - Frauenfeld | contrarrelógio individual | (10,84 km) |

| \| Classificação por etapas \| Classificação por etapas \| Classificação por etapas \| Classificação por etapas \| Classificação por etapas \| \| Ciclista \| Ciclista \| Equipe \| Tempo \| \| \| ------------------------ \| ------------------------ \| ------------------------ \| ------------------------ \| ------------------------ \| \| 1. \| Stefan Küng \| Groupama-FDJ \| 12m00s \| \| \| 2. \| Stefan Bissegger \| EF Education-Nippo \| + 4s \| \| \| 3. \| Mattia Cattaneo \| Deceuninck-Quick Step \| + 12s \| \| \| 4. \| Tom Scully \| EF Education-Nippo \| + 15s \| \| \| 5. \| Julian Alaphilippe \| Deceuninck-Quick Step \| + 19s \| \| \| 6. \| Jonas Rutsch \| EF Education-Nippo \| + 22s \| \| \| 7. \| Jannik Steimle \| Deceuninck-Quick Step \| + 22s \| \| \| 8. \| Florian Vermeersch \| Lotto-Soudal \| + 22s \| \| \| 9. \| Søren Kragh Andersen \| Team DSM \| + 22s \| \| \| 10. \| Rohan Dennis \| Ineos Grenadiers \| + 23s \| \| |                      |                       |        |
| |                      |                       |        |
| Fonte: ProCyclingStats |                      |                       |        |
| Classificação por etapas |                      |                       |        |
| Ciclista | Ciclista             | Equipe                | Tempo  |
| 1. | Stefan Küng          | Groupama-FDJ          | 12m00s |
| 2. | Stefan Bissegger     | EF Education-Nippo    | + 4s   |
| 3. | Mattia Cattaneo      | Deceuninck-Quick Step | + 12s  |
| 4. | Tom Scully           | EF Education-Nippo    | + 15s  |
| 5. | Julian Alaphilippe   | Deceuninck-Quick Step | + 19s  |
| 6. | Jonas Rutsch         | EF Education-Nippo    | + 22s  |
| 7. | Jannik Steimle       | Deceuninck-Quick Step | + 22s  |
| 8. | Florian Vermeersch   | Lotto-Soudal          | + 22s  |
| 9. | Søren Kragh Andersen | Team DSM              | + 22s  |
| 10. | Rohan Dennis         | Ineos Grenadiers      | + 23s  |

| \| Classificação geral \| Classificação geral \| Classificação geral \| Classificação geral \| Classificação geral \| \| Ciclista \| Ciclista \| Equipe \| Tempo \| \| \| ------------------- \| -------------------- \| --------------------- \| ------------------- \| ------------------- \| \| 1. \| Stefan Küng \| Groupama-FDJ \| 12m00s \| \| \| 2. \| Stefan Bissegger \| EF Education-Nippo \| + 4s \| \| \| 3. \| Mattia Cattaneo \| Deceuninck-Quick Step \| + 12s \| \| \| 4. \| Tom Scully \| EF Education-Nippo \| + 15s \| \| \| 5. \| Julian Alaphilippe \| Deceuninck-Quick Step \| + 19s \| \| \| 6. \| Jonas Rutsch \| EF Education-Nippo \| + 22s \| \| \| 7. \| Jannik Steimle \| Deceuninck-Quick Step \| + 22s \| \| \| 8. \| Florian Vermeersch \| Lotto-Soudal \| + 22s \| \| \| 9. \| Søren Kragh Andersen \| Team DSM \| + 22s \| \| \| 10. \| Rohan Dennis \| Ineos Grenadiers \| + 23s \| \| |                      |                       |        |
| |                      |                       |        |
| Fonte: ProCyclingStats |                      |                       |        |
| Classificação geral |                      |                       |        |
| Ciclista | Ciclista             | Equipe                | Tempo  |
| 1. | Stefan Küng          | Groupama-FDJ          | 12m00s |
| 2. | Stefan Bissegger     | EF Education-Nippo    | + 4s   |
| 3. | Mattia Cattaneo      | Deceuninck-Quick Step | + 12s  |
| 4. | Tom Scully           | EF Education-Nippo    | + 15s  |
| 5. | Julian Alaphilippe   | Deceuninck-Quick Step | + 19s  |
| 6. | Jonas Rutsch         | EF Education-Nippo    | + 22s  |
| 7. | Jannik Steimle       | Deceuninck-Quick Step | + 22s  |
| 8. | Florian Vermeersch   | Lotto-Soudal          | + 22s  |
| 9. | Søren Kragh Andersen | Team DSM              | + 22s  |
| 10. | Rohan Dennis         | Ineos Grenadiers      | + 23s  |

### 2.ª etapa
| Neuhausen am Rheinfall - Lachen | etapa escarpada | (173 km) |

| \| Classificação por etapas \| Classificação por etapas \| Classificação por etapas \| Classificação por etapas \| Classificação por etapas \| \| Ciclista \| Ciclista \| Equipe \| Tempo \| \| \| ------------------------ \| ------------------------ \| ------------------------ \| ------------------------ \| ------------------------ \| \| 1. \| Mathieu van der Poel \| Alpecin-Fenix \| 4h12m30s \| \| \| 2. \| Maximilian Schachmann \| Bora-Hansgrohe \| + 1s \| \| \| 3. \| Wout Poels \| Bahrain Victorious \| + 4s \| \| \| 4. \| Iván García Cortina \| Movistar Team \| + 4s \| \| \| 5. \| Marc Hirschi \| UAE Team Emirates \| + 4s \| \| \| 6. \| Richard Carapaz \| Ineos Grenadiers \| + 4s \| \| \| 7. \| Michael Woods \| Israel Start-Up Nation \| + 4s \| \| \| 8. \| Julian Alaphilippe \| Deceuninck-Quick Step \| + 4s \| \| \| 9. \| Jakob Fuglsang \| Astana-Premier Tech \| + 4s \| \| \| 10. \| Andreas Kron \| Lotto-Soudal \| + 9s \| \| |                       |                        |          |
| |                       |                        |          |
| Fonte: ProCyclingStats |                       |                        |          |
| Classificação por etapas |                       |                        |          |
| Ciclista | Ciclista              | Equipe                 | Tempo    |
| 1. | Mathieu van der Poel  | Alpecin-Fenix          | 4h12m30s |
| 2. | Maximilian Schachmann | Bora-Hansgrohe         | + 1s     |
| 3. | Wout Poels            | Bahrain Victorious     | + 4s     |
| 4. | Iván García Cortina   | Movistar Team          | + 4s     |
| 5. | Marc Hirschi          | UAE Team Emirates      | + 4s     |
| 6. | Richard Carapaz       | Ineos Grenadiers       | + 4s     |
| 7. | Michael Woods         | Israel Start-Up Nation | + 4s     |
| 8. | Julian Alaphilippe    | Deceuninck-Quick Step  | + 4s     |
| 9. | Jakob Fuglsang        | Astana-Premier Tech    | + 4s     |
| 10. | Andreas Kron          | Lotto-Soudal           | + 9s     |

| \| Classificação geral \| Classificação geral \| Classificação geral \| Classificação geral \| Classificação geral \| \| Ciclista \| Ciclista \| Equipe \| Tempo \| \| \| ------------------- \| --------------------- \| --------------------- \| ------------------- \| ------------------- \| \| 1. \| Stefan Küng \| Groupama-FDJ \| 4h24m52s \| \| \| 2. \| Julian Alaphilippe \| Deceuninck-Quick Step \| + 1s \| \| \| 3. \| Maximilian Schachmann \| Bora-Hansgrohe \| + 2s \| \| \| 4. \| Mathieu van der Poel \| Alpecin-Fenix \| + 6s \| \| \| 5. \| Iván García Cortina \| Movistar Team \| + 12s \| \| \| 6. \| Mattia Cattaneo \| Deceuninck-Quick Step \| + 12s \| \| \| 7. \| Richard Carapaz \| Ineos Grenadiers \| + 13s \| \| \| 8. \| Neilson Powless \| EF Education-Nippo \| + 25s \| \| \| 9. \| Gino Mäder \| Bahrain Victorious \| + 30s \| \| \| 10. \| Andreas Kron \| Lotto-Soudal \| + 33s \| \| |                       |                       |          |
| |                       |                       |          |
| Fonte: ProCyclingStats |                       |                       |          |
| Classificação geral |                       |                       |          |
| Ciclista | Ciclista              | Equipe                | Tempo    |
| 1. | Stefan Küng           | Groupama-FDJ          | 4h24m52s |
| 2. | Julian Alaphilippe    | Deceuninck-Quick Step | + 1s     |
| 3. | Maximilian Schachmann | Bora-Hansgrohe        | + 2s     |
| 4. | Mathieu van der Poel  | Alpecin-Fenix         | + 6s     |
| 5. | Iván García Cortina   | Movistar Team         | + 12s    |
| 6. | Mattia Cattaneo       | Deceuninck-Quick Step | + 12s    |
| 7. | Richard Carapaz       | Ineos Grenadiers      | + 13s    |
| 8. | Neilson Powless       | EF Education-Nippo    | + 25s    |
| 9. | Gino Mäder            | Bahrain Victorious    | + 30s    |
| 10. | Andreas Kron          | Lotto-Soudal          | + 33s    |

### 3.ª etapa
| Lachen - Pfaffnau | etapa escarpada | (185 km) |

| \| Classificação por etapas \| Classificação por etapas \| Classificação por etapas \| Classificação por etapas \| Classificação por etapas \| \| Ciclista \| Ciclista \| Equipe \| Tempo \| \| \| ------------------------ \| ------------------------ \| ------------------------ \| ------------------------ \| ------------------------ \| \| 1. \| Mathieu van der Poel \| Alpecin-Fenix \| 4h24m26s \| \| \| 2. \| Christophe Laporte \| Cofidis \| + 0s \| \| \| 3. \| Julian Alaphilippe \| Deceuninck-Quick Step \| + 0s \| \| \| 4. \| Michael Matthews \| BikeExchange \| + 0s \| \| \| 5. \| Maximilian Schachmann \| Bora-Hansgrohe \| + 0s \| \| \| 6. \| Alexander Kamp \| Trek-Segafredo \| + 0s \| \| \| 7. \| Tiesj Benoot \| Team DSM \| + 0s \| \| \| 8. \| Omar Fraile \| Astana-Premier Tech \| + 0s \| \| \| 9. \| Anthony Turgis \| Total Direct Énergie \| + 0s \| \| \| 10. \| Michael Woods \| Israel Start-Up Nation \| + 0s \| \| |                       |                        |          |
| |                       |                        |          |
| Fonte: ProCyclingStats |                       |                        |          |
| Classificação por etapas |                       |                        |          |
| Ciclista | Ciclista              | Equipe                 | Tempo    |
| 1. | Mathieu van der Poel  | Alpecin-Fenix          | 4h24m26s |
| 2. | Christophe Laporte    | Cofidis                | + 0s     |
| 3. | Julian Alaphilippe    | Deceuninck-Quick Step  | + 0s     |
| 4. | Michael Matthews      | BikeExchange           | + 0s     |
| 5. | Maximilian Schachmann | Bora-Hansgrohe         | + 0s     |
| 6. | Alexander Kamp        | Trek-Segafredo         | + 0s     |
| 7. | Tiesj Benoot          | Team DSM               | + 0s     |
| 8. | Omar Fraile           | Astana-Premier Tech    | + 0s     |
| 9. | Anthony Turgis        | Total Direct Énergie   | + 0s     |
| 10. | Michael Woods         | Israel Start-Up Nation | + 0s     |

| \| Classificação geral \| Classificação geral \| Classificação geral \| Classificação geral \| Classificação geral \| \| Ciclista \| Ciclista \| Equipe \| Tempo \| \| \| ------------------- \| --------------------- \| --------------------- \| ------------------- \| ------------------- \| \| 1. \| Mathieu van der Poel \| Alpecin-Fenix \| 8h49m14s \| \| \| 2. \| Julian Alaphilippe \| Deceuninck-Quick Step \| + 1s \| \| \| 3. \| Stefan Küng \| Groupama-FDJ \| + 4s \| \| \| 4. \| Maximilian Schachmann \| Bora-Hansgrohe \| + 6s \| \| \| 5. \| Mattia Cattaneo \| Deceuninck-Quick Step \| + 13s \| \| \| 6. \| Iván García Cortina \| Movistar Team \| + 16s \| \| \| 7. \| Richard Carapaz \| Ineos Grenadiers \| + 17s \| \| \| 8. \| Neilson Powless \| EF Education-Nippo \| + 29s \| \| \| 9. \| Andreas Kron \| Lotto-Soudal \| + 37s \| \| \| 10. \| Rigoberto Urán \| EF Education-Nippo \| + 39s \| \| |                       |                       |          |
| |                       |                       |          |
| Fonte: ProCyclingStats |                       |                       |          |
| Classificação geral |                       |                       |          |
| Ciclista | Ciclista              | Equipe                | Tempo    |
| 1. | Mathieu van der Poel  | Alpecin-Fenix         | 8h49m14s |
| 2. | Julian Alaphilippe    | Deceuninck-Quick Step | + 1s     |
| 3. | Stefan Küng           | Groupama-FDJ          | + 4s     |
| 4. | Maximilian Schachmann | Bora-Hansgrohe        | + 6s     |
| 5. | Mattia Cattaneo       | Deceuninck-Quick Step | + 13s    |
| 6. | Iván García Cortina   | Movistar Team         | + 16s    |
| 7. | Richard Carapaz       | Ineos Grenadiers      | + 17s    |
| 8. | Neilson Powless       | EF Education-Nippo    | + 29s    |
| 9. | Andreas Kron          | Lotto-Soudal          | + 37s    |
| 10. | Rigoberto Urán        | EF Education-Nippo    | + 39s    |

### 4.ª etapa
| St. Urban - Gstaad | etapa escarpada | (171 km) |

| \| Classificação por etapas \| Classificação por etapas \| Classificação por etapas \| Classificação por etapas \| Classificação por etapas \| \| Ciclista \| Ciclista \| Equipe \| Tempo \| \| \| ------------------------ \| ------------------------ \| ------------------------ \| ------------------------ \| ------------------------ \| \| 1. \| Stefan Bissegger \| EF Education-Nippo \| 3h46m21s \| \| \| 2. \| Benjamin Thomas \| Groupama-FDJ \| + 0s \| \| \| 3. \| Joey Rosskopf \| Rally Cycling \| + 0s \| \| \| 4. \| Joel Suter \| Suíça \| + 23s \| \| \| 5. \| Edward Theuns \| Trek-Segafredo \| + 5m16s \| \| \| 6. \| Juan Sebastián Molano \| UAE Team Emirates \| + 5m16s \| \| \| 7. \| Omar Fraile \| Astana-Premier Tech \| + 5m16s \| \| \| 8. \| Mike Teunissen \| Jumbo-Visma \| + 5m16s \| \| \| 9. \| Fred Wright \| Bahrain Victorious \| + 5m16s \| \| \| 10. \| Michael Matthews \| BikeExchange \| + 5m16s \| \| |                       |                     |          |
| |                       |                     |          |
| Fonte: ProCyclingStats |                       |                     |          |
| Classificação por etapas |                       |                     |          |
| Ciclista | Ciclista              | Equipe              | Tempo    |
| 1. | Stefan Bissegger      | EF Education-Nippo  | 3h46m21s |
| 2. | Benjamin Thomas       | Groupama-FDJ        | + 0s     |
| 3. | Joey Rosskopf         | Rally Cycling       | + 0s     |
| 4. | Joel Suter            | Suíça               | + 23s    |
| 5. | Edward Theuns         | Trek-Segafredo      | + 5m16s  |
| 6. | Juan Sebastián Molano | UAE Team Emirates   | + 5m16s  |
| 7. | Omar Fraile           | Astana-Premier Tech | + 5m16s  |
| 8. | Mike Teunissen        | Jumbo-Visma         | + 5m16s  |
| 9. | Fred Wright           | Bahrain Victorious  | + 5m16s  |
| 10. | Michael Matthews      | BikeExchange        | + 5m16s  |

| \| Classificação geral \| Classificação geral \| Classificação geral \| Classificação geral \| Classificação geral \| \| Ciclista \| Ciclista \| Equipe \| Tempo \| \| \| ------------------- \| --------------------- \| --------------------- \| ------------------- \| ------------------- \| \| 1. \| Mathieu van der Poel \| Alpecin-Fenix \| 12h40m51s \| \| \| 2. \| Julian Alaphilippe \| Deceuninck-Quick Step \| + 1s \| \| \| 3. \| Stefan Küng \| Groupama-FDJ \| + 4s \| \| \| 4. \| Maximilian Schachmann \| Bora-Hansgrohe \| + 6s \| \| \| 5. \| Mattia Cattaneo \| Deceuninck-Quick Step \| + 13s \| \| \| 6. \| Iván García Cortina \| Movistar Team \| + 16s \| \| \| 7. \| Richard Carapaz \| Ineos Grenadiers \| + 17s \| \| \| 8. \| Neilson Powless \| EF Education-Nippo \| + 29s \| \| \| 9. \| Andreas Kron \| Lotto-Soudal \| + 37s \| \| \| 10. \| Stefan Bissegger \| EF Education-Nippo \| + 38s \| \| |                       |                       |           |
| |                       |                       |           |
| Fonte: ProCyclingStats |                       |                       |           |
| Classificação geral |                       |                       |           |
| Ciclista | Ciclista              | Equipe                | Tempo     |
| 1. | Mathieu van der Poel  | Alpecin-Fenix         | 12h40m51s |
| 2. | Julian Alaphilippe    | Deceuninck-Quick Step | + 1s      |
| 3. | Stefan Küng           | Groupama-FDJ          | + 4s      |
| 4. | Maximilian Schachmann | Bora-Hansgrohe        | + 6s      |
| 5. | Mattia Cattaneo       | Deceuninck-Quick Step | + 13s     |
| 6. | Iván García Cortina   | Movistar Team         | + 16s     |
| 7. | Richard Carapaz       | Ineos Grenadiers      | + 17s     |
| 8. | Neilson Powless       | EF Education-Nippo    | + 29s     |
| 9. | Andreas Kron          | Lotto-Soudal          | + 37s     |
| 10. | Stefan Bissegger      | EF Education-Nippo    | + 38s     |

### 5.ª etapa
| Gstaad - Leukerbad | alta montanha | (172 km) |

| \| Classificação por etapas \| Classificação por etapas \| Classificação por etapas \| Classificação por etapas \| Classificação por etapas \| \| Ciclista \| Ciclista \| Equipe \| Tempo \| \| \| ------------------------ \| ------------------------ \| ------------------------ \| ------------------------ \| ------------------------ \| \| 1. \| Richard Carapaz \| Ineos Grenadiers \| 4h01m52s \| \| \| 2. \| Jakob Fuglsang \| Astana-Premier Tech \| + 0s \| \| \| 3. \| Michael Woods \| Israel Start-Up Nation \| + 39s \| \| \| 4. \| Lucas Hamilton \| BikeExchange \| + 39s \| \| \| 5. \| Rigoberto Urán \| EF Education-Nippo \| + 39s \| \| \| 6. \| Maximilian Schachmann \| Bora-Hansgrohe \| + 39s \| \| \| 7. \| Julian Alaphilippe \| Deceuninck-Quick Step \| + 39s \| \| \| 8. \| Domenico Pozzovivo \| Qhubeka Assos \| + 39s \| \| \| 9. \| Esteban Chaves \| BikeExchange \| + 49s \| \| \| 10. \| Sam Oomen \| Jumbo-Visma \| + 1m22s \| \| |                       |                        |          |
| |                       |                        |          |
| Fonte: ProCyclingStats |                       |                        |          |
| Classificação por etapas |                       |                        |          |
| Ciclista | Ciclista              | Equipe                 | Tempo    |
| 1. | Richard Carapaz       | Ineos Grenadiers       | 4h01m52s |
| 2. | Jakob Fuglsang        | Astana-Premier Tech    | + 0s     |
| 3. | Michael Woods         | Israel Start-Up Nation | + 39s    |
| 4. | Lucas Hamilton        | BikeExchange           | + 39s    |
| 5. | Rigoberto Urán        | EF Education-Nippo     | + 39s    |
| 6. | Maximilian Schachmann | Bora-Hansgrohe         | + 39s    |
| 7. | Julian Alaphilippe    | Deceuninck-Quick Step  | + 39s    |
| 8. | Domenico Pozzovivo    | Qhubeka Assos          | + 39s    |
| 9. | Esteban Chaves        | BikeExchange           | + 49s    |
| 10. | Sam Oomen             | Jumbo-Visma            | + 1m22s  |

| \| Classificação geral \| Classificação geral \| Classificação geral \| Classificação geral \| Classificação geral \| \| Ciclista \| Ciclista \| Equipe \| Tempo \| \| \| ------------------- \| --------------------- \| ---------------------- \| ------------------- \| ------------------- \| \| 1. \| Richard Carapaz \| Ineos Grenadiers \| 16h42m50s \| \| \| 2. \| Jakob Fuglsang \| Astana-Premier Tech \| + 26s \| \| \| 3. \| Maximilian Schachmann \| Bora-Hansgrohe \| + 38s \| \| \| 4. \| Julian Alaphilippe \| Deceuninck-Quick Step \| + 53s \| \| \| 5. \| Rigoberto Urán \| EF Education-Nippo \| + 1m11s \| \| \| 6. \| Lucas Hamilton \| BikeExchange \| + 1m31s \| \| \| 7. \| Michael Woods \| Israel Start-Up Nation \| + 1m32s \| \| \| 8. \| Sam Oomen \| Jumbo-Visma \| + 2m19s \| \| \| 9. \| Esteban Chaves \| BikeExchange \| + 2m22s \| \| \| 10. \| Domenico Pozzovivo \| Qhubeka Assos \| + 3m10s \| \| |                       |                        |           |
| |                       |                        |           |
| Fonte: ProCyclingStats |                       |                        |           |
| Classificação geral |                       |                        |           |
| Ciclista | Ciclista              | Equipe                 | Tempo     |
| 1. | Richard Carapaz       | Ineos Grenadiers       | 16h42m50s |
| 2. | Jakob Fuglsang        | Astana-Premier Tech    | + 26s     |
| 3. | Maximilian Schachmann | Bora-Hansgrohe         | + 38s     |
| 4. | Julian Alaphilippe    | Deceuninck-Quick Step  | + 53s     |
| 5. | Rigoberto Urán        | EF Education-Nippo     | + 1m11s   |
| 6. | Lucas Hamilton        | BikeExchange           | + 1m31s   |
| 7. | Michael Woods         | Israel Start-Up Nation | + 1m32s   |
| 8. | Sam Oomen             | Jumbo-Visma            | + 2m19s   |
| 9. | Esteban Chaves        | BikeExchange           | + 2m22s   |
| 10. | Domenico Pozzovivo    | Qhubeka Assos          | + 3m10s   |

### 6.ª etapa
| Andermatt - Disentis/Mustér | alta montanha | (130 km) |

| \| Classificação por etapas \| Classificação por etapas \| Classificação por etapas \| Classificação por etapas \| Classificação por etapas \| \| Ciclista \| Ciclista \| Equipe \| Tempo \| \| \| ------------------------ \| ------------------------- \| ------------------------ \| ------------------------ \| ------------------------ \| \| 1. \| Andreas Kron \| Lotto-Soudal \| 3h14m52s \| \| \| 2. \| Rui Costa \| UAE Team Emirates \| + 0s \| \| \| 3. \| Hermann Pernsteiner \| Bahrain Victorious \| + 1s \| \| \| 4. \| Gonzalo Serrano Rodríguez \| Movistar Team \| + 3s \| \| \| 5. \| Pierre Latour \| Total Direct Énergie \| + 3s \| \| \| 6. \| Hugo Houle \| Astana-Premier Tech \| + 3s \| \| \| 7. \| Neilson Powless \| EF Education-Nippo \| + 3s \| \| \| 8. \| Antwan Tolhoek \| Jumbo-Visma \| + 3s \| \| \| 9. \| Matteo Fabbro \| Bora-Hansgrohe \| + 50s \| \| \| 10. \| Andreas Leknessund \| Team DSM \| + 1m00s \| \| |                           |                      |          |
| |                           |                      |          |
| Fonte: ProCyclingStats |                           |                      |          |
| Classificação por etapas |                           |                      |          |
| Ciclista | Ciclista                  | Equipe               | Tempo    |
| 1. | Andreas Kron              | Lotto-Soudal         | 3h14m52s |
| 2. | Rui Costa                 | UAE Team Emirates    | + 0s     |
| 3. | Hermann Pernsteiner       | Bahrain Victorious   | + 1s     |
| 4. | Gonzalo Serrano Rodríguez | Movistar Team        | + 3s     |
| 5. | Pierre Latour             | Total Direct Énergie | + 3s     |
| 6. | Hugo Houle                | Astana-Premier Tech  | + 3s     |
| 7. | Neilson Powless           | EF Education-Nippo   | + 3s     |
| 8. | Antwan Tolhoek            | Jumbo-Visma          | + 3s     |
| 9. | Matteo Fabbro             | Bora-Hansgrohe       | + 50s    |
| 10. | Andreas Leknessund        | Team DSM             | + 1m00s  |

| \| Classificação geral \| Classificação geral \| Classificação geral \| Classificação geral \| Classificação geral \| \| Ciclista \| Ciclista \| Equipe \| Tempo \| \| \| ------------------- \| --------------------- \| ---------------------- \| ------------------- \| ------------------- \| \| 1. \| Richard Carapaz \| Ineos Grenadiers \| 20h00m31s \| \| \| 2. \| Jakob Fuglsang \| Astana-Premier Tech \| + 26s \| \| \| 3. \| Maximilian Schachmann \| Bora-Hansgrohe \| + 38s \| \| \| 4. \| Julian Alaphilippe \| Deceuninck-Quick Step \| + 53s \| \| \| 5. \| Rigoberto Urán \| EF Education-Nippo \| + 1m11s \| \| \| 6. \| Michael Woods \| Israel Start-Up Nation \| + 1m32s \| \| \| 7. \| Sam Oomen \| Jumbo-Visma \| + 2m19s \| \| \| 8. \| Esteban Chaves \| BikeExchange \| + 2m22s \| \| \| 9. \| Domenico Pozzovivo \| Qhubeka Assos \| + 3m10s \| \| \| 10. \| Rui Costa \| UAE Team Emirates \| + 3m37s \| \| |                       |                        |           |
| |                       |                        |           |
| Fonte: ProCyclingStats |                       |                        |           |
| Classificação geral |                       |                        |           |
| Ciclista | Ciclista              | Equipe                 | Tempo     |
| 1. | Richard Carapaz       | Ineos Grenadiers       | 20h00m31s |
| 2. | Jakob Fuglsang        | Astana-Premier Tech    | + 26s     |
| 3. | Maximilian Schachmann | Bora-Hansgrohe         | + 38s     |
| 4. | Julian Alaphilippe    | Deceuninck-Quick Step  | + 53s     |
| 5. | Rigoberto Urán        | EF Education-Nippo     | + 1m11s   |
| 6. | Michael Woods         | Israel Start-Up Nation | + 1m32s   |
| 7. | Sam Oomen             | Jumbo-Visma            | + 2m19s   |
| 8. | Esteban Chaves        | BikeExchange           | + 2m22s   |
| 9. | Domenico Pozzovivo    | Qhubeka Assos          | + 3m10s   |
| 10. | Rui Costa             | UAE Team Emirates      | + 3m37s   |

### 7.ª etapa
| Disentis/Mustér - Andermatt | cronoescalada | (23,2 km) |

| \| Classificação por etapas \| Classificação por etapas \| Classificação por etapas \| Classificação por etapas \| Classificação por etapas \| \| Ciclista \| Ciclista \| Equipe \| Tempo \| \| \| ------------------------ \| ------------------------ \| ------------------------ \| ------------------------ \| ------------------------ \| \| 1. \| Rigoberto Urán \| EF Education-Nippo \| 36m02s \| \| \| 2. \| Julian Alaphilippe \| Deceuninck-Quick Step \| + 40s \| \| \| 3. \| Gino Mäder \| Bahrain Victorious \| + 54s \| \| \| 4. \| Richard Carapaz \| Ineos Grenadiers \| + 54s \| \| \| 5. \| Tom Dumoulin \| Jumbo-Visma \| + 56s \| \| \| 6. \| Mattia Cattaneo \| Deceuninck-Quick Step \| + 58s \| \| \| 7. \| Domenico Pozzovivo \| Qhubeka Assos \| + 1m00s \| \| \| 8. \| Rui Costa \| UAE Team Emirates \| + 1m00s \| \| \| 9. \| Søren Kragh Andersen \| Team DSM \| + 1m04s \| \| \| 10. \| Stefan Küng \| Groupama-FDJ \| + 1m05s \| \| |                      |                       |         |
| |                      |                       |         |
| Fonte: ProCyclingStats |                      |                       |         |
| Classificação por etapas |                      |                       |         |
| Ciclista | Ciclista             | Equipe                | Tempo   |
| 1. | Rigoberto Urán       | EF Education-Nippo    | 36m02s  |
| 2. | Julian Alaphilippe   | Deceuninck-Quick Step | + 40s   |
| 3. | Gino Mäder           | Bahrain Victorious    | + 54s   |
| 4. | Richard Carapaz      | Ineos Grenadiers      | + 54s   |
| 5. | Tom Dumoulin         | Jumbo-Visma           | + 56s   |
| 6. | Mattia Cattaneo      | Deceuninck-Quick Step | + 58s   |
| 7. | Domenico Pozzovivo   | Qhubeka Assos         | + 1m00s |
| 8. | Rui Costa            | UAE Team Emirates     | + 1m00s |
| 9. | Søren Kragh Andersen | Team DSM              | + 1m04s |
| 10. | Stefan Küng          | Groupama-FDJ          | + 1m05s |

| \| Classificação geral \| Classificação geral \| Classificação geral \| Classificação geral \| Classificação geral \| \| Ciclista \| Ciclista \| Equipe \| Tempo \| \| \| ------------------- \| --------------------- \| ---------------------- \| ------------------- \| ------------------- \| \| 1. \| Richard Carapaz \| Ineos Grenadiers \| 20h37m27s \| \| \| 2. \| Rigoberto Urán \| EF Education-Nippo \| + 17s \| \| \| 3. \| Julian Alaphilippe \| Deceuninck-Quick Step \| + 39s \| \| \| 4. \| Maximilian Schachmann \| Bora-Hansgrohe \| + 1m07s \| \| \| 5. \| Jakob Fuglsang \| Astana-Premier Tech \| + 1m15s \| \| \| 6. \| Michael Woods \| Israel Start-Up Nation \| + 3m10s \| \| \| 7. \| Domenico Pozzovivo \| Qhubeka Assos \| + 3m16s \| \| \| 8. \| Sam Oomen \| Jumbo-Visma \| + 3m39s \| \| \| 9. \| Rui Costa \| UAE Team Emirates \| + 3m43s \| \| \| 10. \| Esteban Chaves \| BikeExchange \| + 4m29s \| \| |                       |                        |           |
| |                       |                        |           |
| Fonte: ProCyclingStats |                       |                        |           |
| Classificação geral |                       |                        |           |
| Ciclista | Ciclista              | Equipe                 | Tempo     |
| 1. | Richard Carapaz       | Ineos Grenadiers       | 20h37m27s |
| 2. | Rigoberto Urán        | EF Education-Nippo     | + 17s     |
| 3. | Julian Alaphilippe    | Deceuninck-Quick Step  | + 39s     |
| 4. | Maximilian Schachmann | Bora-Hansgrohe         | + 1m07s   |
| 5. | Jakob Fuglsang        | Astana-Premier Tech    | + 1m15s   |
| 6. | Michael Woods         | Israel Start-Up Nation | + 3m10s   |
| 7. | Domenico Pozzovivo    | Qhubeka Assos          | + 3m16s   |
| 8. | Sam Oomen             | Jumbo-Visma            | + 3m39s   |
| 9. | Rui Costa             | UAE Team Emirates      | + 3m43s   |
| 10. | Esteban Chaves        | BikeExchange           | + 4m29s   |

### 8.ª etapa
| Andermatt - Andermatt | alta montanha | (160 km) |

| \| Classificação por etapas \| Classificação por etapas \| Classificação por etapas \| Classificação por etapas \| Classificação por etapas \| \| Ciclista \| Ciclista \| Equipe \| Tempo \| \| \| ------------------------ \| ------------------------ \| ------------------------ \| ------------------------ \| ------------------------ \| \| 1. \| Gino Mäder \| Bahrain Victorious \| 4h06m25s \| \| \| 2. \| Michael Woods \| Israel Start-Up Nation \| + 0s \| \| \| 3. \| Mattia Cattaneo \| Deceuninck-Quick Step \| + 9s \| \| \| 4. \| Edward Dunbar \| Ineos Grenadiers \| + 9s \| \| \| 5. \| Richard Carapaz \| Ineos Grenadiers \| + 9s \| \| \| 6. \| Rui Costa \| UAE Team Emirates \| + 9s \| \| \| 7. \| Rigoberto Urán \| EF Education-Nippo \| + 9s \| \| \| 8. \| Domenico Pozzovivo \| Qhubeka Assos \| + 9s \| \| \| 9. \| Jakob Fuglsang \| Astana-Premier Tech \| + 9s \| \| \| 10. \| Maximilian Schachmann \| Bora-Hansgrohe \| + 21s \| \| |                       |                        |          |
| |                       |                        |          |
| Fonte: ProCyclingStats |                       |                        |          |
| Classificação por etapas |                       |                        |          |
| Ciclista | Ciclista              | Equipe                 | Tempo    |
| 1. | Gino Mäder            | Bahrain Victorious     | 4h06m25s |
| 2. | Michael Woods         | Israel Start-Up Nation | + 0s     |
| 3. | Mattia Cattaneo       | Deceuninck-Quick Step  | + 9s     |
| 4. | Edward Dunbar         | Ineos Grenadiers       | + 9s     |
| 5. | Richard Carapaz       | Ineos Grenadiers       | + 9s     |
| 6. | Rui Costa             | UAE Team Emirates      | + 9s     |
| 7. | Rigoberto Urán        | EF Education-Nippo     | + 9s     |
| 8. | Domenico Pozzovivo    | Qhubeka Assos          | + 9s     |
| 9. | Jakob Fuglsang        | Astana-Premier Tech    | + 9s     |
| 10. | Maximilian Schachmann | Bora-Hansgrohe         | + 21s    |

## Classificações finais
- As classificações finalizaram da seguinte forma:[2]

### Classificação geral
| \| Classificação geral \| Classificação geral \| Classificação geral \| Classificação geral \| Classificação geral \| \| Ciclista \| Ciclista \| Equipe \| Tempo \| \| \| ------------------- \| --------------------- \| ---------------------- \| ------------------- \| ------------------- \| \| 1. \| Richard Carapaz \| Ineos Grenadiers \| 24h44m01s \| \| \| 2. \| Rigoberto Urán \| EF Education-Nippo \| + 17s \| \| \| 3. \| Jakob Fuglsang \| Astana-Premier Tech \| + 1m15s \| \| \| 4. \| Maximilian Schachmann \| Bora-Hansgrohe \| + 1m19s \| \| \| 5. \| Michael Woods \| Israel Start-Up Nation \| + 2m55s \| \| \| 6. \| Domenico Pozzovivo \| Qhubeka Assos \| + 3m16s \| \| \| 7. \| Rui Costa \| UAE Team Emirates \| + 3m43s \| \| \| 8. \| Sam Oomen \| Jumbo-Visma \| + 4m16s \| \| \| 9. \| Mattia Cattaneo \| Deceuninck-Quick Step \| + 4m39s \| \| \| 10. \| Esteban Chaves \| BikeExchange \| + 5m33s \| \| |                       |                        |           |
| |                       |                        |           |
| Fonte: ProCyclingStats |                       |                        |           |
| Classificação geral |                       |                        |           |
| Ciclista | Ciclista              | Equipe                 | Tempo     |
| 1. | Richard Carapaz       | Ineos Grenadiers       | 24h44m01s |
| 2. | Rigoberto Urán        | EF Education-Nippo     | + 17s     |
| 3. | Jakob Fuglsang        | Astana-Premier Tech    | + 1m15s   |
| 4. | Maximilian Schachmann | Bora-Hansgrohe         | + 1m19s   |
| 5. | Michael Woods         | Israel Start-Up Nation | + 2m55s   |
| 6. | Domenico Pozzovivo    | Qhubeka Assos          | + 3m16s   |
| 7. | Rui Costa             | UAE Team Emirates      | + 3m43s   |
| 8. | Sam Oomen             | Jumbo-Visma            | + 4m16s   |
| 9. | Mattia Cattaneo       | Deceuninck-Quick Step  | + 4m39s   |
| 10. | Esteban Chaves        | BikeExchange           | + 5m33s   |

### Classificação por pontos
| Classificação por pontos | Classificação por pontos | Classificação por pontos | Classificação por pontos | Classificação por pontos |
| Ciclista                 | Ciclista                 | Equipe                   | Pontos                   |                          |
| ------------------------ | ------------------------ | ------------------------ | ------------------------ | ------------------------ |
| 1.                       | Stefan Bissegger         | EF Education-Nippo       | 21 pts                   |                          |
| 2.                       | Mattia Cattaneo          | Deceuninck-Quick Step    | 20 pts                   |                          |
| 3.                       | Richard Carapaz          | Ineos Grenadiers         | 18 pts                   |                          |
| 4.                       | Gino Mäder               | Bahrain Victorious       | 18 pts                   |                          |
| 5.                       | Stefan Küng              | Groupama-FDJ             | 16 pts                   |                          |
| 6.                       | Claudio Imhof            |                          | 16 pts                   |                          |
| 7.                       | Michael Woods            | Israel Start-Up Nation   | 15 pts                   |                          |
| 8.                       | Rigoberto Urán           | EF Education-Nippo       | 14 pts                   |                          |
| 9.                       | Andreas Kron             | Lotto-Soudal             | 14 pts                   |                          |
| 10.                      | Joey Rosskopf            | Rally Cycling            | 12 pts                   |                          |

### Classificação da montanha
| Classificação da montanha | Classificação da montanha | Classificação da montanha | Classificação da montanha | Classificação da montanha |
| Ciclista                  | Ciclista                  | Equipe                    | Pontos                    |                           |
| ------------------------- | ------------------------- | ------------------------- | ------------------------- | ------------------------- |
| 1.                        | Michael Woods             | Israel Start-Up Nation    | 29 pts                    |                           |
| 2.                        | David de la Cruz          | UAE Team Emirates         | 29 pts                    |                           |
| 3.                        | Sergio Samitier           | Movistar Team             | 29 pts                    |                           |
| 4.                        | Antonio Nibali            | Trek-Segafredo            | 28 pts                    |                           |
| 5.                        | Wout Poels                | Bahrain Victorious        | 24 pts                    |                           |
| 6.                        | Gino Mäder                | Bahrain Victorious        | 19 pts                    |                           |
| 7.                        | Rigoberto Urán            | EF Education-Nippo        | 16 pts                    |                           |
| 8.                        | Mattia Cattaneo           | Deceuninck-Quick Step     | 16 pts                    |                           |
| 9.                        | Gavin Mannion             | Rally Cycling             | 14 pts                    |                           |
| 10.                       | Jakob Fuglsang            | Astana-Premier Tech       | 14 pts                    |                           |

### Classificação dos jovens
| Classificação dos jovens | Classificação dos jovens | Classificação dos jovens | Classificação dos jovens | Classificação dos jovens |
| Ciclista                 | Ciclista                 | Equipe                   | Tempo                    |                          |
| ------------------------ | ------------------------ | ------------------------ | ------------------------ | ------------------------ |
| 1.                       | Edward Dunbar            | Ineos Grenadiers         | 24h50m16s                |                          |
| 2.                       | Neilson Powless          | EF Education-Nippo       | + 1m39s                  |                          |
| 3.                       | Andreas Kron             | Lotto-Soudal             | + 7m26s                  |                          |
| 4.                       | Andreas Leknessund       | Team DSM                 | + 11m12s                 |                          |
| 5.                       | Stefan de Bod            | Astana-Premier Tech      | + 12m03s                 |                          |
| 6.                       | Gino Mäder               | Bahrain Victorious       | + 15m06s                 |                          |
| 7.                       | Gijs Leemreize           | Jumbo-Visma              | + 15m20s                 |                          |
| 8.                       | Marc Hirschi             | UAE Team Emirates        | + 22m47s                 |                          |
| 9.                       | Cristian Camilo Muñoz    | UAE Team Emirates        | + 23m46s                 |                          |
| 10.                      | Stephen Williams         | Bahrain Victorious       | + 28m52s                 |                          |

### Classificação por equipas
| Classificação por equipes | Classificação por equipes | Classificação por equipes | Classificação por equipes |
| Equipe                    | Equipe                    | Tempo                     |                           |
| ------------------------- | ------------------------- | ------------------------- | ------------------------- |
| 1.                        | Jumbo-Visma               | 62h00m10s                 |                           |
| 2.                        | Bahrain Victorious        | + 1m07s                   |                           |
| 3.                        | Astana-Premier Tech       | + 1m51s                   |                           |
| 4.                        | Ineos Grenadiers          | + 3m16s                   |                           |
| 5.                        | EF Education-Nippo        | + 11m31s                  |                           |
| 6.                        | Deceuninck-Quick Step     | + 14m45s                  |                           |
| 7.                        | UAE Team Emirates         | + 15m05s                  |                           |
| 8.                        | Team DSM                  | + 18m03s                  |                           |
| 9.                        | Total Direct Énergie      | + 18m05s                  |                           |
| 10.                       | Movistar Team             | + 18m47s                  |                           |

## Evolução das classificações
| Etapa |                           | Vencedor _           | Classificação geral  | Prêmio por pontos    | Prêmio de montanha | Juventude          | Equipes _             |
| ----- | ------------------------- | -------------------- | -------------------- | -------------------- | ------------------ | ------------------ | --------------------- |
| 1     | contrarrelógio individual | Stefan Küng          | Stefan Küng          | Stefan Küng          | não atribuído      | Stefan Bissegger   | EF Education-Nippo    |
| 2     | etapa escarpada           | Mathieu van der Poel | Stefan Küng          | Stefan Küng          | Tom Bohli          | Neilson Powless    | Deceuninck-Quick Step |
| 3     | etapa escarpada           | Mathieu van der Poel | Mathieu van der Poel | Mathieu van der Poel | Nickolas Zukowsky  | Neilson Powless    | Deceuninck-Quick Step |
| 4     | etapa escarpada           | Stefan Bissegger     | Mathieu van der Poel | Mathieu van der Poel | Nickolas Zukowsky  | Neilson Powless    | EF Education-Nippo    |
| 5     | alta montanha             | Richard Carapaz      | Richard Carapaz      | Mathieu van der Poel | Esteban Chaves     | Lucas Hamilton     | Deceuninck-Quick Step |
| 6     | alta montanha             | Andreas Kron         | Richard Carapaz      | Stefan Bissegger     | Antonio Nibali     | Andreas Leknessund | Deceuninck-Quick Step |
| 7     | cronoescalada             | Rigoberto Urán       | Richard Carapaz      | Stefan Bissegger     | Antonio Nibali     | Andreas Leknessund | Deceuninck-Quick Step |
| 8     | alta montanha             | Gino Mäder           | Richard Carapaz      | Stefan Bissegger     | Michael Woods      | Edward Dunbar      | Jumbo-Visma           |
| Final | Final                     |                      | Richard Carapaz      | Stefan Bissegger     | Michael Woods      | Edward Dunbar      | Jumbo-Visma           |

## Ciclistas participantes e posições finais
| Ineos Grenadiers IGD | Ineos Grenadiers IGD  | Ineos Grenadiers IGD |
| -------------------- | --------------------- | -------------------- |
| Num                  | Ciclista              | Pos                  |
| 1                    | Richard Carapaz (ECU) | 1.                   |
| 2                    | Rohan Dennis (AUS)    | 37.                  |
| 3                    | Michał Gołaś (POL)    | 106.                 |
| 4                    | Sebastián Henao (COL) | 51.                  |
| 5                    | Pavel Sivakov (RUS)   | 46.                  |
| 6                    | Edward Dunbar (IRL)   | 12.                  |
| 7                    | Luke Rowe (GBR)       | 107.                 |

| Deceuninck-Quick Step DQT | Deceuninck-Quick Step DQT          | Deceuninck-Quick Step DQT |
| ------------------------- | ---------------------------------- | ------------------------- |
| Num                       | Ciclista                           | Pos                       |
| 11                        | Julian Alaphilippe (FRA) (estrada) | NP-8                      |
| 12                        | Mattia Cattaneo (ITA)              | 9.                        |
| 13                        | Tim Declercq (BEL)                 | 76.                       |
| 14                        | Dries Devenyns (BEL)               | 47.                       |
| 15                        | Álvaro Hodeg (COL)                 | DNF-6                     |
| 16                        | Jannik Steimle (GER)               | 85.                       |
| 17                        | Mauri Vansevenant (BEL)            | 64.                       |

| Jumbo-Visma TJV | Jumbo-Visma TJV            | Jumbo-Visma TJV |
| --------------- | -------------------------- | --------------- |
| Num             | Ciclista                   | Pos             |
| 21              | Tom Dumoulin (NED)         | 41.             |
| 22              | Gijs Leemreize (NED)       | 28.             |
| 23              | Sam Oomen (NED)            | 8.              |
| 24              | Christoph Pfingsten (GER)  | 75.             |
| 25              | Mike Teunissen (NED)       | 35.             |
| 26              | Antwan Tolhoek (NED)       | 25.             |
| 27              | Nathan Van Hooydonck (BEL) | 80.             |

| UAE Team Emirates UAD | UAE Team Emirates UAD       | UAE Team Emirates UAD |
| --------------------- | --------------------------- | --------------------- |
| Num                   | Ciclista                    | Pos                   |
| 31                    | Marc Hirschi (SUI)          | 36.                   |
| 32                    | Ryan Gibbons (RSA)          | 29.                   |
| 33                    | Rui Costa (POR) (estrada)   | 7.                    |
| 34                    | Juan Sebastián Molano (COL) | NP-5                  |
| 35                    | David de la Cruz (ESP)      | 66.                   |
| 36                    | Cristian Camilo Muñoz (COL) | 38.                   |
| 37                    | Oliviero Troia (ITA)        | 113.                  |

| Alpecin-Fenix AFC | Alpecin-Fenix AFC                    | Alpecin-Fenix AFC |
| ----------------- | ------------------------------------ | ----------------- |
| Num               | Ciclista                             | Pos               |
| 41                | Mathieu van der Poel (NED) (estrada) | NP-6              |
| 42                | Silvan Dillier (SUI)                 | 34.               |
| 43                | Xandro Meurisse (BEL)                | 17.               |
| 44                | Floris De Tier (BEL)                 | 110.              |
| 45                | Ben Tulett (GBR)                     | NP-7              |
| 46                | Petr Vakoč (CZE)                     | 56.               |
| 47                | Otto Vergaerde (BEL)                 | NP-7              |

| Bora-Hansgrohe BOH | Bora-Hansgrohe BOH          | Bora-Hansgrohe BOH |
| ------------------ | --------------------------- | ------------------ |
| Num                | Ciclista                    | Pos                |
| 51                 | Maximilian Schachmann (GER) | 4.                 |
| 52                 | Jordi Meeus (BEL)           | 123.               |
| 53                 | Anton Palzer (GER)          | 49.                |
| 54                 | Matteo Fabbro (ITA)         | 22.                |
| 55                 | Marcus Burghardt (GER)      | 53.                |
| 56                 | Matthew Walls (GBR)         | 119.               |
| 57                 | Maciej Bodnar (POL)         | DNF-8              |

| Trek-Segafredo TFS | Trek-Segafredo TFS   | Trek-Segafredo TFS |
| ------------------ | -------------------- | ------------------ |
| Num                | Ciclista             | Pos                |
| 61                 | Nicola Conci (ITA)   | 73.                |
| 62                 | Niklas Eg (DEN)      | 16.                |
| 63                 | Alexander Kamp (DEN) | 91.                |
| 64                 | Alex Kirsch (LUX)    | 82.                |
| 65                 | Antonio Nibali (ITA) | 86.                |
| 66                 | Edward Theuns (BEL)  | 95.                |
| 67                 | Antonio Tiberi (ITA) | DNF-6              |

| Bahrain Victorious TBV | Bahrain Victorious TBV    | Bahrain Victorious TBV |
| ---------------------- | ------------------------- | ---------------------- |
| Num                    | Ciclista                  | Pos                    |
| 71                     | Gino Mäder (SUI)          | 27.                    |
| 72                     | Wout Poels (NED)          | 31.                    |
| 73                     | Fred Wright (GBR)         | 57.                    |
| 74                     | Eros Capecchi (ITA)       | 109.                   |
| 75                     | Hermann Pernsteiner (AUT) | 18.                    |
| 76                     | Domen Novak (SLO)         | 101.                   |
| 77                     | Stephen Williams (GBR)    | 43.                    |

| AG2R Citroën Team ACT | AG2R Citroën Team ACT  | AG2R Citroën Team ACT |
| --------------------- | ---------------------- | --------------------- |
| Num                   | Ciclista               | Pos                   |
| 81                    | Mathias Frank (SUI)    | 94.                   |
| 82                    | Bob Jungels (LUX)      | 19.                   |
| 83                    | Nans Peters (FRA)      | 26.                   |
| 84                    | Benoît Cosnefroy (FRA) | 87.                   |
| 85                    | Marc Sarreau (FRA)     | 104.                  |
| 86                    | Michael Schär (SUI)    | 39.                   |
| 87                    | Damien Touzé (FRA)     | 89.                   |

| Movistar Team MOV | Movistar Team MOV               | Movistar Team MOV |
| ----------------- | ------------------------------- | ----------------- |
| Num               | Ciclista                        | Pos               |
| 91                | Marc Soler (ESP)                | 79.               |
| 92                | Héctor Carretero (ESP)          | 59.               |
| 93                | Iván García Cortina (ESP)       | 33.               |
| 94                | Sergio Samitier (ESP)           | 61.               |
| 95                | Johan Jacobs (SUI)              | 96.               |
| 96                | Juan Diego Alba (COL)           | 120.              |
| 97                | Gonzalo Serrano Rodríguez (ESP) | 13.               |

| Israel Start-Up Nation ISN | Israel Start-Up Nation ISN | Israel Start-Up Nation ISN |
| -------------------------- | -------------------------- | -------------------------- |
| Num                        | Ciclista                   | Pos                        |
| 101                        | Guillaume Boivin (CAN)     | 58.                        |
| 102                        | James Piccoli (CAN)        | 63.                        |
| 103                        | Michael Woods (CAN)        | 5.                         |
| 104                        | André Greipel (GER)        | 118.                       |
| 105                        | Hugo Hofstetter (FRA)      | 93.                        |
| 106                        | Rick Zabel (GER)           | 116.                       |
| 107                        | Sep Vanmarcke (BEL)        | DNF-8                      |

| BikeExchange BEX | BikeExchange BEX            | BikeExchange BEX |
| ---------------- | --------------------------- | ---------------- |
| Num              | Ciclista                    | Pos              |
| 111              | Michael Matthews (AUS)      | 32.              |
| 112              | Esteban Chaves (COL)        | 10.              |
| 113              | Luke Durbridge (AUS)        | NP-6             |
| 114              | Lucas Hamilton (AUS)        | NP-6             |
| 115              | Amund Grøndahl Jansen (NOR) | NP-6             |
| 116              | Jack Bauer (NZL)            | NP-6             |
| 117              | Dion Smith (NZL)            | 83.              |

| Astana-Premier Tech APT | Astana-Premier Tech APT | Astana-Premier Tech APT |
| ----------------------- | ----------------------- | ----------------------- |
| Num                     | Ciclista                | Pos                     |
| 121                     | Jakob Fuglsang (DEN)    | 3.                      |
| 122                     | Stefan de Bod (RSA)     | 24.                     |
| 123                     | Manuele Boaro (ITA)     | NP-8                    |
| 124                     | Yevgeniy Gidich (KAZ)   | DNF-8                   |
| 125                     | Hugo Houle (CAN)        | 30.                     |
| 126                     | Omar Fraile (ESP)       | DNF-8                   |
| 127                     | Jonas Gregaard (DEN)    | 45.                     |

| Groupama-FDJ GFC | Groupama-FDJ GFC                  | Groupama-FDJ GFC |
| ---------------- | --------------------------------- | ---------------- |
| Num              | Ciclista                          | Pos              |
| 131              | Stefan Küng (SUI) (estrada e CRI) | 40.              |
| 132              | Matteo Badilatti (SUI)            | 44.              |
| 133              | Alexys Brunel (FRA)               | NP-4             |
| 134              | Fabian Lienhard (SUI)             | DNF-8            |
| 135              | Tobias Ludvigsson (SWE)           | DNF-8            |
| 136              | Jake Stewart (GBR)                | 97.              |
| 137              | Benjamin Thomas (FRA)             | DNF-8            |

| Cofidis COF | Cofidis COF               | Cofidis COF |
| ----------- | ------------------------- | ----------- |
| Num         | Ciclista                  | Pos         |
| 141         | Christophe Laporte (FRA)  | NP-7        |
| 142         | Tom Bohli (SUI)           | 117.        |
| 143         | Jean-Pierre Drucker (LUX) | 100.        |
| 144         | Rubén Fernández (ESP)     | 54.         |
| 145         | Rémy Rochas (FRA)         | 70.         |
| 146         | Szymon Sajnok (POL)       | 121.        |
| 147         | Jelle Wallays (BEL)       | 105.        |

| Qhubeka Assos TQA | Qhubeka Assos TQA                 | Qhubeka Assos TQA |
| ----------------- | --------------------------------- | ----------------- |
| Num               | Ciclista                          | Pos               |
| 151               | Domenico Pozzovivo (ITA)          | 6.                |
| 152               | Simon Clarke (AUS)                | 74.               |
| 153               | Nicholas Dlamini (RSA)            | DNF-8             |
| 154               | Kilian Frankiny (SUI)             | 60.               |
| 155               | Connor Brown (NZL)                | 124.              |
| 156               | Reinardt Janse van Rensburg (RSA) | DNF-8             |
| 157               | Andreas Stokbro (DEN)             | 99.               |

| Lotto-Soudal LTS | Lotto-Soudal LTS         | Lotto-Soudal LTS |
| ---------------- | ------------------------ | ---------------- |
| Num              | Ciclista                 | Pos              |
| 161              | John Degenkolb (GER)     | 103.             |
| 162              | Filippo Conca (ITA)      | NP-7             |
| 163              | Andreas Kron (DEN)       | 20.              |
| 164              | Florian Vermeersch (BEL) | 88.              |
| 165              | Maxim Van Gils (BEL)     | 50.              |
| 166              | Viktor Verschaeve (BEL)  | DNF-8            |
| 167              | Kobe Goossens (BEL)      | 81.              |

| Total Direct Énergie TDE | Total Direct Énergie TDE   | Total Direct Énergie TDE |
| ------------------------ | -------------------------- | ------------------------ |
| Num                      | Ciclista                   | Pos                      |
| 171                      | Pierre Latour (FRA)        | 11.                      |
| 172                      | Fabien Doubey (FRA)        | 72.                      |
| 173                      | Edvald Boasson Hagen (NOR) | NP-1                     |
| 174                      | Víctor de la Parte (ESP)   | 21.                      |
| 175                      | Julien Simon (FRA)         | 62.                      |
| 176                      | Anthony Turgis (FRA)       | 84.                      |
| 177                      | Alexis Vuillermoz (FRA)    | DNF-7                    |

| Team DSM DSM | Team DSM DSM                   | Team DSM DSM |
| ------------ | ------------------------------ | ------------ |
| Num          | Ciclista                       | Pos          |
| 181          | Tiesj Benoot (BEL)             | 15.          |
| 182          | Thymen Arensman (NED)          | 55.          |
| 183          | Romain Combaud (FRA)           | 68.          |
| 184          | Mark Donovan (GBR)             | 48.          |
| 185          | Søren Kragh Andersen (DEN)     | 69.          |
| 186          | Andreas Leknessund (NOR) (CRI) | 23.          |
| 187          | Jasha Sütterlin (GER)          | 65.          |

| EF Education-Nippo EFN | EF Education-Nippo EFN    | EF Education-Nippo EFN |
| ---------------------- | ------------------------- | ---------------------- |
| Num                    | Ciclista                  | Pos                    |
| 191                    | Rigoberto Urán (COL)      | 2.                     |
| 192                    | Stefan Bissegger (SUI)    | 90.                    |
| 193                    | Neilson Powless (USA)     | 14.                    |
| 194                    | Alex Howes (USA)          | 92.                    |
| 195                    | Sebastian Langeveld (NED) | DNF-6                  |
| 196                    | Jonas Rutsch (GER)        | 108.                   |
| 197                    | Tom Scully (NZL)          | 115.                   |

| Intermarché-Wanty-Gobert Matériaux IWG | Intermarché-Wanty-Gobert Matériaux IWG | Intermarché-Wanty-Gobert Matériaux IWG |
| -------------------------------------- | -------------------------------------- | -------------------------------------- |
| Num                                    | Ciclista                               | Pos                                    |
| 201                                    | Jan Hirt (CZE)                         | NP-4                                   |
| 202                                    | Maurits Lammertink (NED)               | NP-4                                   |
| 203                                    | Simone Petilli (ITA)                   | NP-4                                   |
| 204                                    | Baptiste Planckaert (BEL)              | NP-4                                   |
| 205                                    | Lorenzo Rota (ITA)                     | NP-4                                   |
| 206                                    | Pieter Vanspeybrouck (BEL)             | NP-4                                   |
| 207                                    | Georg Zimmermann (GER)                 | NP-4                                   |

| Rally Cycling RLY | Rally Cycling RLY       | Rally Cycling RLY |
| ----------------- | ----------------------- | ----------------- |
| Num               | Ciclista                | Pos               |
| 211               | Benjamin King (USA)     | 77.               |
| 212               | Nickolas Zukowsky (CAN) | 98.               |
| 213               | Rob Britton (CAN)       | 78.               |
| 214               | Gavin Mannion (USA)     | 52.               |
| 215               | Kyle Murphy (USA)       | DNF-8             |
| 216               | Joey Rosskopf (USA)     | 67.               |
| 217               | Matteo Dal-Cin (CAN)    | 122.              |

| Suíça SUI | Suíça SUI       | Suíça SUI |
| --------- | --------------- | --------- |
| Num       | Ciclista        | Pos       |
| 221       | Simon Pellaud   | NP-6      |
| 222       | Kevin Kuhn      | 112.      |
| 223       | Claudio Imhof   | 114.      |
| 224       | Lukas Ruegg     | 102.      |
| 225       | Cyrille Thièry  | 111.      |
| 226       | Joel Suter      | 71.       |
| 227       | Roland Thalmann | 42.       |

| Ineos Grenadiers IGD | Ineos Grenadiers IGD  | Ineos Grenadiers IGD |
| -------------------- | --------------------- | -------------------- |
| Num                  | Ciclista              | Pos                  |
| 1                    | Richard Carapaz (ECU) | 1.                   |
| 2                    | Rohan Dennis (AUS)    | 37.                  |
| 3                    | Michał Gołaś (POL)    | 106.                 |
| 4                    | Sebastián Henao (COL) | 51.                  |
| 5                    | Pavel Sivakov (RUS)   | 46.                  |
| 6                    | Edward Dunbar (IRL)   | 12.                  |
| 7                    | Luke Rowe (GBR)       | 107.                 |

| Deceuninck-Quick Step DQT | Deceuninck-Quick Step DQT          | Deceuninck-Quick Step DQT |
| ------------------------- | ---------------------------------- | ------------------------- |
| Num                       | Ciclista                           | Pos                       |
| 11                        | Julian Alaphilippe (FRA) (estrada) | NP-8                      |
| 12                        | Mattia Cattaneo (ITA)              | 9.                        |
| 13                        | Tim Declercq (BEL)                 | 76.                       |
| 14                        | Dries Devenyns (BEL)               | 47.                       |
| 15                        | Álvaro Hodeg (COL)                 | DNF-6                     |
| 16                        | Jannik Steimle (GER)               | 85.                       |
| 17                        | Mauri Vansevenant (BEL)            | 64.                       |

| Jumbo-Visma TJV | Jumbo-Visma TJV            | Jumbo-Visma TJV |
| --------------- | -------------------------- | --------------- |
| Num             | Ciclista                   | Pos             |
| 21              | Tom Dumoulin (NED)         | 41.             |
| 22              | Gijs Leemreize (NED)       | 28.             |
| 23              | Sam Oomen (NED)            | 8.              |
| 24              | Christoph Pfingsten (GER)  | 75.             |
| 25              | Mike Teunissen (NED)       | 35.             |
| 26              | Antwan Tolhoek (NED)       | 25.             |
| 27              | Nathan Van Hooydonck (BEL) | 80.             |

| UAE Team Emirates UAD | UAE Team Emirates UAD       | UAE Team Emirates UAD |
| --------------------- | --------------------------- | --------------------- |
| Num                   | Ciclista                    | Pos                   |
| 31                    | Marc Hirschi (SUI)          | 36.                   |
| 32                    | Ryan Gibbons (RSA)          | 29.                   |
| 33                    | Rui Costa (POR) (estrada)   | 7.                    |
| 34                    | Juan Sebastián Molano (COL) | NP-5                  |
| 35                    | David de la Cruz (ESP)      | 66.                   |
| 36                    | Cristian Camilo Muñoz (COL) | 38.                   |
| 37                    | Oliviero Troia (ITA)        | 113.                  |

| Alpecin-Fenix AFC | Alpecin-Fenix AFC                    | Alpecin-Fenix AFC |
| ----------------- | ------------------------------------ | ----------------- |
| Num               | Ciclista                             | Pos               |
| 41                | Mathieu van der Poel (NED) (estrada) | NP-6              |
| 42                | Silvan Dillier (SUI)                 | 34.               |
| 43                | Xandro Meurisse (BEL)                | 17.               |
| 44                | Floris De Tier (BEL)                 | 110.              |
| 45                | Ben Tulett (GBR)                     | NP-7              |
| 46                | Petr Vakoč (CZE)                     | 56.               |
| 47                | Otto Vergaerde (BEL)                 | NP-7              |

| Bora-Hansgrohe BOH | Bora-Hansgrohe BOH          | Bora-Hansgrohe BOH |
| ------------------ | --------------------------- | ------------------ |
| Num                | Ciclista                    | Pos                |
| 51                 | Maximilian Schachmann (GER) | 4.                 |
| 52                 | Jordi Meeus (BEL)           | 123.               |
| 53                 | Anton Palzer (GER)          | 49.                |
| 54                 | Matteo Fabbro (ITA)         | 22.                |
| 55                 | Marcus Burghardt (GER)      | 53.                |
| 56                 | Matthew Walls (GBR)         | 119.               |
| 57                 | Maciej Bodnar (POL)         | DNF-8              |

| Trek-Segafredo TFS | Trek-Segafredo TFS   | Trek-Segafredo TFS |
| ------------------ | -------------------- | ------------------ |
| Num                | Ciclista             | Pos                |
| 61                 | Nicola Conci (ITA)   | 73.                |
| 62                 | Niklas Eg (DEN)      | 16.                |
| 63                 | Alexander Kamp (DEN) | 91.                |
| 64                 | Alex Kirsch (LUX)    | 82.                |
| 65                 | Antonio Nibali (ITA) | 86.                |
| 66                 | Edward Theuns (BEL)  | 95.                |
| 67                 | Antonio Tiberi (ITA) | DNF-6              |

| Bahrain Victorious TBV | Bahrain Victorious TBV    | Bahrain Victorious TBV |
| ---------------------- | ------------------------- | ---------------------- |
| Num                    | Ciclista                  | Pos                    |
| 71                     | Gino Mäder (SUI)          | 27.                    |
| 72                     | Wout Poels (NED)          | 31.                    |
| 73                     | Fred Wright (GBR)         | 57.                    |
| 74                     | Eros Capecchi (ITA)       | 109.                   |
| 75                     | Hermann Pernsteiner (AUT) | 18.                    |
| 76                     | Domen Novak (SLO)         | 101.                   |
| 77                     | Stephen Williams (GBR)    | 43.                    |

| AG2R Citroën Team ACT | AG2R Citroën Team ACT  | AG2R Citroën Team ACT |
| --------------------- | ---------------------- | --------------------- |
| Num                   | Ciclista               | Pos                   |
| 81                    | Mathias Frank (SUI)    | 94.                   |
| 82                    | Bob Jungels (LUX)      | 19.                   |
| 83                    | Nans Peters (FRA)      | 26.                   |
| 84                    | Benoît Cosnefroy (FRA) | 87.                   |
| 85                    | Marc Sarreau (FRA)     | 104.                  |
| 86                    | Michael Schär (SUI)    | 39.                   |
| 87                    | Damien Touzé (FRA)     | 89.                   |

| Movistar Team MOV | Movistar Team MOV               | Movistar Team MOV |
| ----------------- | ------------------------------- | ----------------- |
| Num               | Ciclista                        | Pos               |
| 91                | Marc Soler (ESP)                | 79.               |
| 92                | Héctor Carretero (ESP)          | 59.               |
| 93                | Iván García Cortina (ESP)       | 33.               |
| 94                | Sergio Samitier (ESP)           | 61.               |
| 95                | Johan Jacobs (SUI)              | 96.               |
| 96                | Juan Diego Alba (COL)           | 120.              |
| 97                | Gonzalo Serrano Rodríguez (ESP) | 13.               |

| Israel Start-Up Nation ISN | Israel Start-Up Nation ISN | Israel Start-Up Nation ISN |
| -------------------------- | -------------------------- | -------------------------- |
| Num                        | Ciclista                   | Pos                        |
| 101                        | Guillaume Boivin (CAN)     | 58.                        |
| 102                        | James Piccoli (CAN)        | 63.                        |
| 103                        | Michael Woods (CAN)        | 5.                         |
| 104                        | André Greipel (GER)        | 118.                       |
| 105                        | Hugo Hofstetter (FRA)      | 93.                        |
| 106                        | Rick Zabel (GER)           | 116.                       |
| 107                        | Sep Vanmarcke (BEL)        | DNF-8                      |

| BikeExchange BEX | BikeExchange BEX            | BikeExchange BEX |
| ---------------- | --------------------------- | ---------------- |
| Num              | Ciclista                    | Pos              |
| 111              | Michael Matthews (AUS)      | 32.              |
| 112              | Esteban Chaves (COL)        | 10.              |
| 113              | Luke Durbridge (AUS)        | NP-6             |
| 114              | Lucas Hamilton (AUS)        | NP-6             |
| 115              | Amund Grøndahl Jansen (NOR) | NP-6             |
| 116              | Jack Bauer (NZL)            | NP-6             |
| 117              | Dion Smith (NZL)            | 83.              |

| Astana-Premier Tech APT | Astana-Premier Tech APT | Astana-Premier Tech APT |
| ----------------------- | ----------------------- | ----------------------- |
| Num                     | Ciclista                | Pos                     |
| 121                     | Jakob Fuglsang (DEN)    | 3.                      |
| 122                     | Stefan de Bod (RSA)     | 24.                     |
| 123                     | Manuele Boaro (ITA)     | NP-8                    |
| 124                     | Yevgeniy Gidich (KAZ)   | DNF-8                   |
| 125                     | Hugo Houle (CAN)        | 30.                     |
| 126                     | Omar Fraile (ESP)       | DNF-8                   |
| 127                     | Jonas Gregaard (DEN)    | 45.                     |

| Groupama-FDJ GFC | Groupama-FDJ GFC                  | Groupama-FDJ GFC |
| ---------------- | --------------------------------- | ---------------- |
| Num              | Ciclista                          | Pos              |
| 131              | Stefan Küng (SUI) (estrada e CRI) | 40.              |
| 132              | Matteo Badilatti (SUI)            | 44.              |
| 133              | Alexys Brunel (FRA)               | NP-4             |
| 134              | Fabian Lienhard (SUI)             | DNF-8            |
| 135              | Tobias Ludvigsson (SWE)           | DNF-8            |
| 136              | Jake Stewart (GBR)                | 97.              |
| 137              | Benjamin Thomas (FRA)             | DNF-8            |

| Cofidis COF | Cofidis COF               | Cofidis COF |
| ----------- | ------------------------- | ----------- |
| Num         | Ciclista                  | Pos         |
| 141         | Christophe Laporte (FRA)  | NP-7        |
| 142         | Tom Bohli (SUI)           | 117.        |
| 143         | Jean-Pierre Drucker (LUX) | 100.        |
| 144         | Rubén Fernández (ESP)     | 54.         |
| 145         | Rémy Rochas (FRA)         | 70.         |
| 146         | Szymon Sajnok (POL)       | 121.        |
| 147         | Jelle Wallays (BEL)       | 105.        |

| Qhubeka Assos TQA | Qhubeka Assos TQA                 | Qhubeka Assos TQA |
| ----------------- | --------------------------------- | ----------------- |
| Num               | Ciclista                          | Pos               |
| 151               | Domenico Pozzovivo (ITA)          | 6.                |
| 152               | Simon Clarke (AUS)                | 74.               |
| 153               | Nicholas Dlamini (RSA)            | DNF-8             |
| 154               | Kilian Frankiny (SUI)             | 60.               |
| 155               | Connor Brown (NZL)                | 124.              |
| 156               | Reinardt Janse van Rensburg (RSA) | DNF-8             |
| 157               | Andreas Stokbro (DEN)             | 99.               |

| Lotto-Soudal LTS | Lotto-Soudal LTS         | Lotto-Soudal LTS |
| ---------------- | ------------------------ | ---------------- |
| Num              | Ciclista                 | Pos              |
| 161              | John Degenkolb (GER)     | 103.             |
| 162              | Filippo Conca (ITA)      | NP-7             |
| 163              | Andreas Kron (DEN)       | 20.              |
| 164              | Florian Vermeersch (BEL) | 88.              |
| 165              | Maxim Van Gils (BEL)     | 50.              |
| 166              | Viktor Verschaeve (BEL)  | DNF-8            |
| 167              | Kobe Goossens (BEL)      | 81.              |

| Total Direct Énergie TDE | Total Direct Énergie TDE   | Total Direct Énergie TDE |
| ------------------------ | -------------------------- | ------------------------ |
| Num                      | Ciclista                   | Pos                      |
| 171                      | Pierre Latour (FRA)        | 11.                      |
| 172                      | Fabien Doubey (FRA)        | 72.                      |
| 173                      | Edvald Boasson Hagen (NOR) | NP-1                     |
| 174                      | Víctor de la Parte (ESP)   | 21.                      |
| 175                      | Julien Simon (FRA)         | 62.                      |
| 176                      | Anthony Turgis (FRA)       | 84.                      |
| 177                      | Alexis Vuillermoz (FRA)    | DNF-7                    |

| Team DSM DSM | Team DSM DSM                   | Team DSM DSM |
| ------------ | ------------------------------ | ------------ |
| Num          | Ciclista                       | Pos          |
| 181          | Tiesj Benoot (BEL)             | 15.          |
| 182          | Thymen Arensman (NED)          | 55.          |
| 183          | Romain Combaud (FRA)           | 68.          |
| 184          | Mark Donovan (GBR)             | 48.          |
| 185          | Søren Kragh Andersen (DEN)     | 69.          |
| 186          | Andreas Leknessund (NOR) (CRI) | 23.          |
| 187          | Jasha Sütterlin (GER)          | 65.          |

| EF Education-Nippo EFN | EF Education-Nippo EFN    | EF Education-Nippo EFN |
| ---------------------- | ------------------------- | ---------------------- |
| Num                    | Ciclista                  | Pos                    |
| 191                    | Rigoberto Urán (COL)      | 2.                     |
| 192                    | Stefan Bissegger (SUI)    | 90.                    |
| 193                    | Neilson Powless (USA)     | 14.                    |
| 194                    | Alex Howes (USA)          | 92.                    |
| 195                    | Sebastian Langeveld (NED) | DNF-6                  |
| 196                    | Jonas Rutsch (GER)        | 108.                   |
| 197                    | Tom Scully (NZL)          | 115.                   |

| Intermarché-Wanty-Gobert Matériaux IWG | Intermarché-Wanty-Gobert Matériaux IWG | Intermarché-Wanty-Gobert Matériaux IWG |
| -------------------------------------- | -------------------------------------- | -------------------------------------- |
| Num                                    | Ciclista                               | Pos                                    |
| 201                                    | Jan Hirt (CZE)                         | NP-4                                   |
| 202                                    | Maurits Lammertink (NED)               | NP-4                                   |
| 203                                    | Simone Petilli (ITA)                   | NP-4                                   |
| 204                                    | Baptiste Planckaert (BEL)              | NP-4                                   |
| 205                                    | Lorenzo Rota (ITA)                     | NP-4                                   |
| 206                                    | Pieter Vanspeybrouck (BEL)             | NP-4                                   |
| 207                                    | Georg Zimmermann (GER)                 | NP-4                                   |

| Rally Cycling RLY | Rally Cycling RLY       | Rally Cycling RLY |
| ----------------- | ----------------------- | ----------------- |
| Num               | Ciclista                | Pos               |
| 211               | Benjamin King (USA)     | 77.               |
| 212               | Nickolas Zukowsky (CAN) | 98.               |
| 213               | Rob Britton (CAN)       | 78.               |
| 214               | Gavin Mannion (USA)     | 52.               |
| 215               | Kyle Murphy (USA)       | DNF-8             |
| 216               | Joey Rosskopf (USA)     | 67.               |
| 217               | Matteo Dal-Cin (CAN)    | 122.              |

| Suíça SUI | Suíça SUI       | Suíça SUI |
| --------- | --------------- | --------- |
| Num       | Ciclista        | Pos       |
| 221       | Simon Pellaud   | NP-6      |
| 222       | Kevin Kuhn      | 112.      |
| 223       | Claudio Imhof   | 114.      |
| 224       | Lukas Ruegg     | 102.      |
| 225       | Cyrille Thièry  | 111.      |
| 226       | Joel Suter      | 71.       |
| 227       | Roland Thalmann | 42.       |

Convenções:
- AB-N: Abandono na etapa "N"
- FLT-N: Retiro por chegada fora do limite de tempo na etapa "N"
- NTS-N: Não tomou a saída para a etapa "N"
- DES-N: Desclassificado ou expulsado na etapa "N"

## UCI World Ranking
A Volta à Suíça outorgou pontos para o UCI World Ranking para corredores das equipas nas categorias UCI WorldTeam, UCI ProTeam e Continental. As seguintes tabelas mostram o barómetro de pontuação e os 10 corredores que obtiveram mais pontos:
| Posição             | 1.º | 2.º | 3.º | 4.º | 5.º | 6.º | 7.º | 8.º | 9.º | 10.º | 11.º | 12.º | 13.º | 14.º | 15.º | 16.º-20.º | 21.º-30.º | 31.º-50.º | 51.º-55.º | 56.º-60.º |
| Classificação geral | 500 | 400 | 325 | 275 | 225 | 175 | 150 | 125 | 100 | 85   | 70   | 60   | 50   | 40   | 35   | 30        | 20        | 10        | 5         | 3         |
| Por etapa           | 60  | 25  | 10  |     |     |     |     |     |     |      |      |      |      |      |      |           |           |           |           |           |
| Líder               | 10  |     |     |     |     |     |     |     |     |      |      |      |      |      |      |           |           |           |           |           |

| Classificação |                       |                        |       |       |       |       |
| Posição       | Ciclista              | Equipa                 | Geral | Etapa | Líder | Total |
| ------------- | --------------------- | ---------------------- | ----- | ----- | ----- | ----- |
| 1.º           | Richard Carapaz       | Ineos Grenadiers       | 500   | 60    | 30    | 590   |
| 2.º           | Rigoberto Urán        | EF Education-NIPPO     | 400   | 60    | -     | 460   |
| 3.º           | Jakob Fuglsang        | Astana-Premier Tech    | 325   | 25    | -     | 350   |
| 4.º           | Maximilian Schachmann | Bora-Hansgrohe         | 275   | 25    | -     | 300   |
| 5.º           | Michael Woods         | Israel Start-Up Nation | 225   | 35    | -     | 260   |
| 6.º           | Domenico Pozzovivo    | Qhubeka ASSOS          | 175   | -     | -     | 175   |
| 7.º           | Rui Costa             | UAE Emirates           | 150   | 25    | -     | 175   |
| 8.º           | Mathieu van der Poel  | Alpecin-Fenix          | -     | 120   | 20    | 140   |
| 9.º           | Sam Oomen             | Jumbo-Visma            | 125   | -     | -     | 125   |
| 10.º          | Mattia Cattaneo       | Deceuninck-Quick Step  | 100   | 20    | -     | 120   |